# Farnak I.
Farnak I. (oko 565. pr. Kr. - ?) je bio perzijski plemić, sin Arsama, stric Darija I. Velikog, te ministar financija od 506. do 497. pr. Kr.

## Povijesni izvori
Farnak I. (elamski Parnaka) je bio sin Arsama koji je pripadao ogranku perzijske kraljevske dinastije Ahemenida, odnosno rođak Kira Velikog prema pradjedu Teispu. Prema zapisima na klinastom pismu pronađenim u Babiloniji, Farnakov nadređeni bio je Gobrias II., babilonski satrap. Godine 522. pr. Kr. na perzijski tron stupa uzurpator Gaumata koji je iste godine svrgnut, a nasljeđuje ga Darije I. Veliki, Farnakov nećak.

## Politički život
Farnak I. je postao čovjek od velike važnosti na kraljevskom dvoru svog nećaka, vladara Darija I. Velikog. Prema glinenim zapisima pronađenim u Perzepolisu, Farnak se spominje kao perzijski ministar financija (perz. ganzabara) koji je obnašao tu dužnost od 506. do 497. pr. Kr. Također, Farnak je bio zadužen i za izdavanje putovnica, imenovanje sudaca, te za nadzor računovođa i trgovine. Porez u Perzijskom Carstvu prikupljao se uglavnom u zlatu i srebru, a čuvari riznice bili su vrlo dobro plaćeni jer su bili osobe od velike odgovornosti. Farnak I. je imao sina Artabaza I. koji je 477. pr. Kr. imenovan satrapom Frigije, a njegovi potomci vladali su tom pokrajinom više od stoljeća pa se često nazivaju Farnakidskom dinastijom.

## Poveznice
- Perzijsko Carstvo
- Darije I. Veliki
- Histasp
- Arsam

## Vanjske poveznice
- Farnak (Livius.org)  Arhivirana inačica izvorne stranice od 18. travnja 2009. (Wayback Machine)
- Farnak (Pharnaces), AncientLibrary.com